# Рим-Син II
Рим-Син II (букв. «Телец (бога) Сина») — царь Ларсы, правил приблизительно в 1741 — 1737 годах до н. э.

## Начало восстания
Вероятно, не без влияния поражений вавилонян на севере, восстал весь юг страны, практически все бывшее царство Ларса: Ур, Ларса, Куталлу, Урук, Кисура, вероятно, Лагаш, а затем также Ниппур и Исин. Их поддерживали племена идамарац и ямутбала. В главе мятежа встал Рим-Син, вероятно потомок Рим-Сина царя Ларсы, со времени захвата которой Хаммурапи прошло чуть больше 20 лет. Возможно, что этот Рим-Син II был сыном Варад-Сина, хотя в этом случае он должен был быть очень преклонного возраста (более 80 лет). От времени восстания сохранился оттиск печати, который гласит: «Рим-Син, сын Варад-Сина царя Ларсы». Видно, не только в богатых, но и других слоях общества было полно недовольных строгостями, наступившими при Хаммурапи, на это указывает единодушная поддержка Рим-Сина по всему югу и в центре страны. Рим-Син II объявил себя царём и ввёл на юге свои датировочные формулы. 9-й год правления Самсу-илуны (ок. 1741 г. до н. э.) имеет датировочную формулу «Войско касситов было разбито», а на юге этот же год назван «Рим-Син стал царём».

## Подавление восстания
В 10-й год своего правления (ок. 1740 г. до н. э.) Самсу-илуна разгромил войско племён идамарац, ямутбала, городов Урука и Исина, и захватил Ур и Урук (судя по его датировочной формуле). И действительно с 1740 г. до н. э. в Уре вновь появляются датировки Самсу-илуны. По-видимому, Самсу-илуна полностью овладел положением, а Рим-Син бежал и заперся в незначительном городе Кеш, недалеко от Ниппура. Однако он продолжал удерживать Урук и Ларсу и в этот год.
Мало того, уже было усмирённый Ур снова в 1739 г. до н. э. присоединяется к общему восстанию всего юга. Однако безуспешно. На повторное восстание Самсу-илуна на 11-м году (ок. 1739) ответил таким погромом в Уре, Уруке, Ларсе и других городах, которого Двуречье не видывало со времён Римуша. После этого южные города надолго обезлюдели, в них очень редко встречаются, да и то лишь разрозненные, документы датированные после 11—12-го годов Самсу-илуны (ок. 1739 — 1738 гг. до н. э.). Восстание однако на этом не кончилось. Лишь в 12 год (ок. 1738 г. до н. э.) была взята маленькая Кисура, и только в 13-й (ок. 1737 г. до н. э.) — погиб сам Рим-Син II.

## Список датировочных формул Рим-Сина II
|                            | |
| 1 год 1741 / 1740 до н. э. | Год, когда Рим-Син [стал] царём mu {d}ri-im-30 lugal |
| 2 год 1740 / 1739 до н. э. | Год, когда основы [храма] Эмудкур в Уре были заложены в? Ки-Эдем mu ur2i{ki}-ma e2-mud-kur-ra-ke4 ki-edin-sze3 bi2-in-gar-ra |
| 3 год 1739 / 1738 до н. э. | Год, когда Нинмах подняла высоко над землей храм Кеша, основание неба и земли, в царствование [царя Рим-Сина], не имеющего врагов, никаких враждебных [царей], противных ему во всех зарубежных странах mu {d}nin-mah-e e2 kesz3{ki} temen an ki-bi-da-ta nam-lugal kalam kisz gal2-la-sze3 gal-bi-ta ba-an-il2-la lu2 kur2 lu2 hul-gal2 kur-kur-sze3 gaba-bi nu gi4-a |